# Mateusz Machaj
Mateusz Machaj (Głogów, 28 giugno 1989) è un calciatore polacco, centrocampista del Chrobry Głogów.

## Carriera
Ha giocato 100 partite nella prima divisione polacca.
In carriera ha anche segnato un gol in complessive 5 presenze nei turni preliminari di UEFA Europa League.

## Palmarès

### Club

#### Competizioni nazionali
- Coppa di Polonia: 1

Lech Poznań: 2008-2009

### Individuale
- Capocannoniere del campionato polacco di seconda divisione: 1

2017-2018 (16 reti)